# USC Gießen
Der Unabhängige Sportclub Gießen ist ein Gießener Volleyballverein, der 1972 gegründet wurde. Der Verein ging aus der Volleyballsektion des CVJM Gießen hervor.

## Geschichte
Der USC Gießen feierte seine größten Erfolge in der Volleyball-Bundesliga in der ersten Hälfte der 1980er Jahre, als man 1982, 1983 und 1984 die Deutsche Meisterschaft bei den Männern, sowie 1984 zusätzlich den DVV-Pokal (und damit das Double) gewann und zusammen mit den Mannschaften aus Hamburg, Paderborn und Bonn die Volleyballszene in Deutschland beherrschte. Nach dem Weggang von Burkhard Sude 1984, der aus Studiengründen den Verein verließ, begann der sportliche Niedergang.
Die Reanimation und der sportliche Wiederaufbau des Vereins begann im Jahr 2013/14, als sich die erste Frauenmannschaft und ein Jahr später die zweite Männermannschaft, die aus dem AHS Gießen (allgemeiner Hochschulsport) hervorging, dem Verein anschlossen.

## Aktuelles
Heute ist der USC Gießen mit circa 250 Mitgliedern wieder eine Institution im hessischen Volleyball. Es nehmen neun Mannschaften am offiziellen Spielbetrieb teil. Hierbei handelt es sich um jeweils vier Männer- und Frauenteams, sowie einem Mixedteam, welches in der BSF-Hessenliga antritt.
Aktuell hat man das Ziel auch die Jugendarbeit im Verein zu etablieren und eine Jugendmannschaft in den offiziellen Spielbetrieb zu integrieren.
| Männer 1 | HVV Oberliga              |
| Männer 2 | HVV Landesliga Nord       |
| Männer 3 | HVV Bezirksoberliga Mitte |
| Männer 4 | HVV Kreisliga Mitte       |
| Frauen 1 | HVV Landesliga Nord       |
| Frauen 2 | HVV Bezirksliga Nord      |
| Frauen 3 | HVV Kreisliga Nord        |
| Frauen 4 | HVV Kreisliga Süd         |

## Bekannte Volleyballspieler
- Volker Paulus
- Frank Winkler
- Burkhard Sude
- Sebastian Henrich
- Peter Hassenpflug
- Karl Müller
- Christoph Naumann
- Hubertus Platt